# Gabriola
Gabriola é uma tipografia de exibição desenhada por John Hudson para a Microsoft Corporation. Recebeu o nome em homenagem a Ilha Gabriola, Columbia Britânica, Canadá. Versões da Gabriola foram usadas no Windows 7, Windows 8 e Microsoft Office 2010.

## Projeto
Gabriola foi inspirada na caligrafia de Jan van de Velde, o Velho. Foi desenvolvida com recursos avançados do OpenType e otimizada para renderização ClearType, para melhorar a legibilidade em telas. Hudson adicionou uma série de caracteres alternativos estilísticos e floreios, que foram agrupados tematicamente por conjunto estilístico em diferentes estilos de caligrafia.

### Características Distintivas
Características facilmente identificáveis e incomuns incluem:
- O floreio do Q maiúsculo se estende muito abaixo da letra seguinte; por exemplo, Qualifier.
- O floreio do f minúsculo e de ambos os j minúsculo e J maiúsculo se estende muito abaixo da letra anterior; por exemplo, alforja.

## Links externos
Gabriola font family